# Únětice (ort i Tjeckien, Mellersta Böhmen)
Únětice är en ort i Tjeckien.   Den ligger i regionen Mellersta Böhmen, i den centrala delen av landet, 8 km nordväst om huvudstaden Prag. Únětice ligger 239 meter över havet och antalet invånare var 2006 520 stycken.

## Geografi
Únětice ligger i utkanten av Pražská kotlina på Pragplatån i en dal vid floden Únětický. Samhället är omgivet av höjder och i norr reser sig höjden Stříbrník (311 m) och Řivnáč (292 m), i nordost Na Vršcích (297 m), i öster Holý vrch, i sydost Kozí hřbety och i nordväst Na Habří (313 m).
Närliggande byar är Chaloupky, Stříbrník, Podmoráň och Řež i norr, Žalov och Roztoky i nordost, Maximiliánka, Brnky, Dolní Chabry och Čimice i öster, Starý Suchdol och Suchdol i sydost, Výhledy, U Potůčku, Třešňovka och Na Skále i söder, Horoměřice och Statenice i sydväst, Černý Vůl i väster och Velké Přílepy och Úholičky i nordväst.

## Historia

### Gravfält från Úněticekulturen
Arkeologiska fynd visar att platsen beboddes tidigt. År 1879 upptäckte den tjeckiske läkaren och arkeologen Čeněk Rýzner från Roztoky u Prahy fyra skelettgravar under arkeologiska undersökningar vid grusvägen från Aunjetitz till Rostoky inte långt från höjden Holý vrch. Från 1880 genomförde Rýzner ytterligare utgrävningar med stöd av invånarna i Holý vrch. Ett gravfält från äldre bronsåldern grävdes fram. Det hade 70 gravar av typen kroppsbegravningar. Gravarna, cirka en och en halv meter breda, var anlagda i rader med ett avstånd på en meter mellan gravarna. Alla begravdes med ansiktet vänt mot öster och de fick ett lerkärl som gravgods. Kvinnorna begravdes också med smycken. På  åsen Kozí hřbety hittades en bosättning från kopparåldern från perioden mellan 2500 och 1800 f.Kr. Omkring 1910 namngav Prags förhistoriker Karel Buchtela och Lubor Niederle en centraleuropeisk kultur från den tidiga bronsåldern efter platsen Únětice  till Aunjetitzkulturen ( tjeckiska Únětická kultura).

### Tidig medeltid
Under tidig medeltid tillhörde området Přemyslid-prinsarnas egendomar, vars säte var den närliggande befästa bosättningen Levý Hradec. Byn Villa Vnetych vid floden Slatväsennice (Únětický potok) nämns första gången i skrift 1125 under hertig Soběslav I:s regeringstid som egendom till kaniken Zbyhněv av Jungfru Marias kyrka i Prag. Han lät bygga kyrkan Jungfru Marias himmelsfärd år 1132 i byn. I ett så kallat  únětiska dokumentet reserverade Zbyhněv den nya kyrkan för de två kanikerna Ráža och Bezděd. För deras uppehälle donerade han ett självständigt gods i Únětice. Zbyhněv är dokumenterad som ägare till egendomen fram till 1140. År 1233 bekräftade kung Wenceslas I det únětiska dokumentet. Egendomen tillhörde fortsatt Prags domkapitel i Sankt Vitus. Från 1352 och framåt är kyrkan listad som en församlingskyrka i det påvliga tiondet från Říp-dekanatet. 

### Senmedeltid och nyare tid
Efter utbrottet av husitkrigen intog husiterna i Prag egendomen Únětice år 1421. Efter ständerupproret 1547 lät kung Ferdinand I konfiskera de upproriska borgarnas egendomar i Prag och återlämnade Únětice-godset till Sankt Vitus domkapitel på Pragborgen. Ett bryggeri på orten har gått i arv sedan 1557. I 1610 års fastighetsregister finns en gård, två kvarnar, ett bryggeri och en smedja registrerade i Únětice. Äldsta skola omnämns 1622. Under trettioåriga kriget blev godset helt ruinerat; byarna Únětice, Suchdol och Horoměřice brändes ner 1648. Från 1667 och framåt fördes befolkningsregister i Únětice. I slutet av 1600-talet dog omkring 200 människor i Únětice under en hungersnöd och vid pestens utbrott. Som ett resultat av detta hade byn år 1700 endast 81 invånare. År 1808 lät domkapitlet uppföra kanikens krypta på kyrkogården. År 1838 byggdes en ny skolbyggnad i byn.
År 1843 bestod Aunětitz, Aunetitz eller Unietic av 43 hus med 350 invånare. Församlingskyrkan för Jungfru Marias himmelsfärd, församlingen och skolan stod under furstens beskydd. Dessutom fanns det en herrgård, ett bryggeri, ett brännvinshus, en fårhydda, ett värdshus och två kvarnar i byn. Aunětitz var kyrksocknen också för Groß Přilep, Černý Vůl, Auholiček, Horoměřitz och Sukdol. Fram till mitten av 1800-talet var Aunětitz underkastat det krastiska godset (Chrášťany u Prahy).
Efter avskaffandet av de så kallade grundbesitzungen (adliga besittningarna) från 1850 och framåt, bildade Ounětice  eller Aunětitz en by i distriktet och domkretsen Smíchov. Kommunen hade då 394 invånare. År 1898 var 424 barn inskrivna i Ounětice skola. Barnen undervisades av sju lärare. År 1900 bodde 481 personer i Ounětice. Fram till 1924 användes ortnamnet Ounětice fortfarande som ett alternativ till den nuvarande formen av namnet som introducerades i slutet av 1800-talet.
År 1927 blev byn en del av Prag-Venkov-distriktet och Prag-západs domkrets. Från 1929 tillhörde Únětice domkretsen Prag-Sever. År 1932 hade byn Únětice 607 invånare, inklusive distriktet Černý Vůl I. På 30-talet var bryggeriet det största företaget i byn med 35 anställda, och det fanns också stenbrott i Holý vrch. År 1942 blev Únětice en del av det nybildade distriktet Praha-venkov-sever. Efter andra världskrigets slut blev Únětice en del av domsagan Praha-západ. Sedan 1949 har kommunen tillhört distriktet Praha-západ. Då bröts Černý Vůl 1:a díl till Statenice. Sedan den 12 december 2008 har Únětice haft en vapensköld och fanor. År 2009 infördes gatunamn i byn.